# توم كانتي (شخصية)
توم كانتي هو شخصية خيالية للكاتب الأمريكي مارك توين في رواية الأمير والفقير.  ولد في نفس اليوم الذي ولد فيه إدوارد، أمير ويلز في عام 1537 وترعرع في حياة الفقر مع والده مدمن الكحول. والدته وشقيقاته حاولن دائما حمايته. تلقى تعليما جيدا وتعلم اللاتينية من شون سانت جان، الكاهن المحلي. وذات يوم بينما هو نزهة، يلتقي إدوارد. وقرروا تبديل الأماكن مع بعضها البعض من أجل الحصول على معرفة حياة من منهما أفضل. وعندما توفي الملك هنري الثامن، كان على إدوارد أن يتوج ملكا.
توم كان على وشك أن يتوج ملكا عندما يأتي إدوارد ويثبت أنه هو الملك الشرعي من خلال معرفة أين الختم العظيم لإنجلترا، حصل ذلك فقط بعد أن تبادلا الملابس.
توج إدوارد كملك لإنجلترا، وأطلق عليه اسم توم في جناحه الملكي. تشير نهاية الكتاب إلى أن توم عاش ليصبح رجلاً مسنًا للغاية، في حين توفي إدوارد بشكل مأساوي في سن الخامسة عشرة.